# Eero Epner

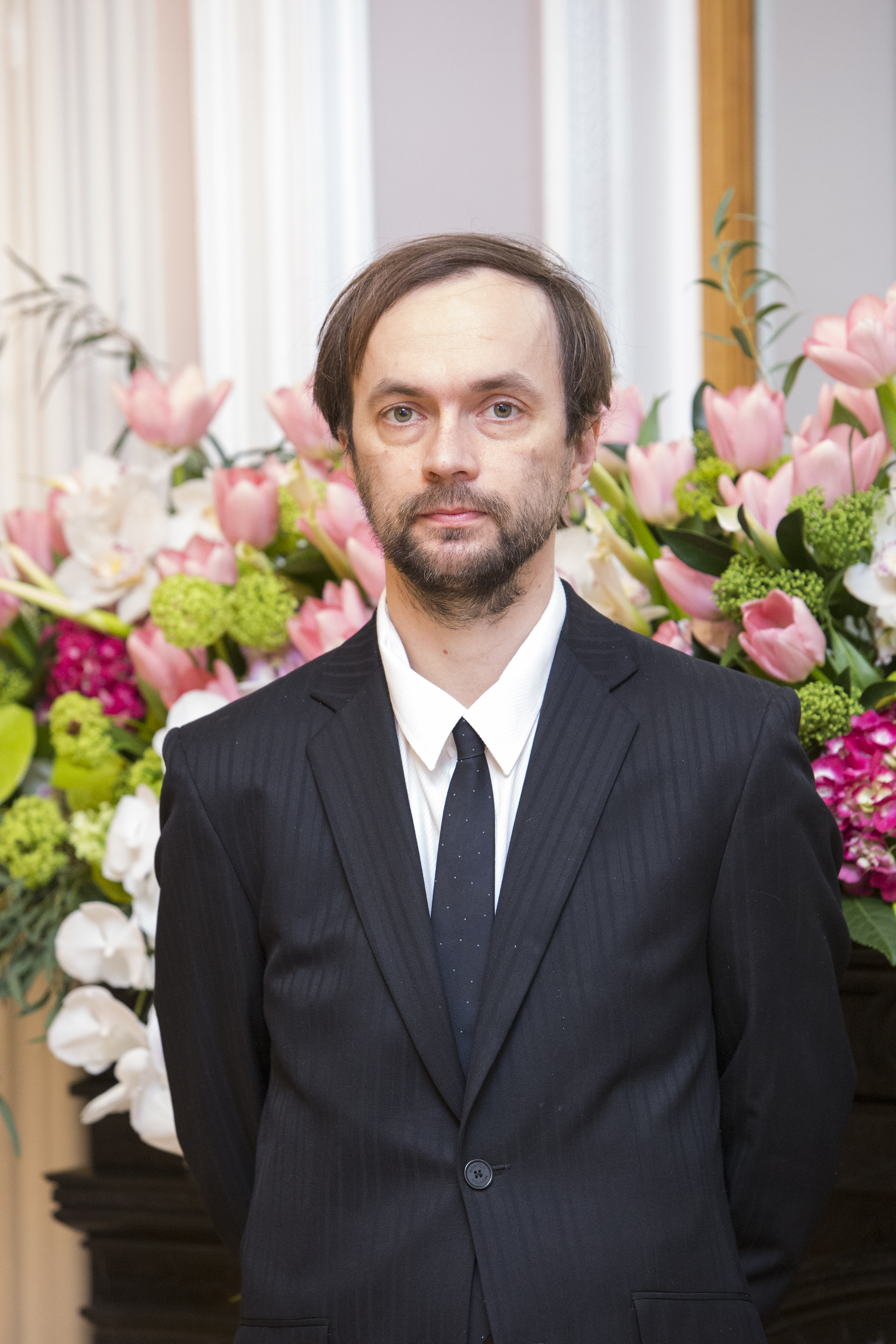
Eero Epner, 2021

Eero Epner (sinh ngày 31 tháng 10 năm 1978) là một nhà viết kịch và sử gia nghệ thuật người Estonia. Năm 2002, ông tốt nghiệp Đại học Tartu chuyên ngành lịch sử. Từ năm 2005 đến 2018, ông làm việc như một nhà viết kịch tại Nhà hát NO99. Ông cũng từng làm công việc biên kịch, ví dụ, ông là nhà biên kịch (cùng với Tarmo Jüristo) cho bộ phim truyền hình Pank.
Năm 2021, ông được tặng Huân chương Sao trắng hạng IV.